# 443
443 (CDXLIII na numeração romana) foi um ano comum do século V do Calendário Juliano, da Era de Cristo, teve início a uma sexta-feira  e terminou também a uma sexta-feira, a sua letra dominical foi C (52 semanas). Segundo o horóscopo chinês, foi o ano da Cabra.
| Ano completo                       |
| ---------------------------------- |
| Ano comum com início à sexta-feira |